# 순천시 (전라남도)
순천시(順天市)는 대한민국 전라남도 동부에 있는 시로, 전라남도청 동부청사가 있다.
전남 최대의 도시로,  1995년에 승주군과 통합하여 도농복합시가 되었다. 시청 소재지는 장천동이고, 행정구역은 1읍 10면 13동이다. 동쪽으로 광양시, 서쪽으로 보성군, 화순군, 남쪽으로 여수시, 북쪽으로 곡성군, 구례군과 접하며, 인접한 동부전남권 도시인 여수 및 광양과 생활권을 연담한다.
전라선과 경전선이 만나는 곳으로, 한국철도공사 전남본부와 국가철도공단 호남본부가 소재한다. 시의 남쪽은 순천만에 접해 있고, 옛 승주군 지역은 자연 경관이 수려하고 문화 유산이 풍부한 관광지이다. 2013년 순천만국제정원박람회를 개최했고, 2010년에는 UN 선정 '살기좋은 도시'에서 은상을 수상했다.

## 역사
| Daedongyeojido (Gyujanggak) 18-04.jpg | Daedongyeojido (Gyujanggak) 18-03.jpg |
| Daedongyeojido (Gyujanggak) 19-04.jpg | Daedongyeojido (Gyujanggak) 19-03.jpg |

옛 순천군 지역에서는 주암댐 수몰지구 유적 조사 결과 구석기 유물이 발굴되고, 청동기시대의 고인돌과 주거지 등이 발굴되어 이 지방에서의 인간의 거주가 오래되었음을 보여준다.
- 삼한시대에 마한에 속하였다.[5]
- 백제 시대에는 감평군(嵌平郡) 또는 사평군(沙平郡) 또는 무평군(武平郡)이라고 불렸다. 세종실록지리지에 백제의 삽평군(歃平郡)으로 기록되어 있다. 삽평군은 원촌현(여수)·돌산군(돌산)·마로현(광양)등 3개현을 함께 다스리던 행정치소이며, 전남 지역의 다른 13개 군과 함께 무진주에 속해 있었다.[6]
- 남북국 시대인 757년 (신라 경덕왕 16년), 승평군(昇平郡)으로 개칭하고, 원촌현은 해읍현(海邑縣)으로, 돌산현은 여산현(廬山縣) 또는 노산현으로, 마로현은 희양현(陽縣)으로 이름을 바꾸고 영현(領縣)으로 삼았다.
- 후삼국 시대에 승평군은 견훤의 후백제에 속하였다.
- 고려 시대인 940년(고려 태조 23년) 전국 행정구역이 주·부·군·현으로 개편되어, 승평군에서 승주(昇州)로 개칭·승격하였다.[6] 해읍현은 여수현(麗水縣)으로, 여산현은 돌산현(突山縣)으로, 희양현은 광양현(光陽縣) 개칭되어 그대로 승주의 속현이 되었고, 곡성군의 영현이던 부유현(富有縣)이 승주의 속현이 되었다.
- 983년(고려 성종 2년) 처음으로 전국에 십이목(十二牧)을 두었는데, 이때 승주는 승주목(昇州牧)으로 승격되었다.
- 995년(성종 14년)에 곤해군(袞海軍) 절도사가 파견되었다. 그 아래에 낙안군·곡성군과 부유·광양·여수·돌산현 및 다수의 향·소·부곡을 관할하였다.[6]
- 1012년(현종 3년)에 안무사로 개칭되었다.
- 1108년 또는 1172년에 광양현에 감무가 파견되어 승주에서 분리되었다.
- 1036년(정종 2년) 다시 승평군으로 개칭·강등되었다.[6] 승주목 관할 영지였던 낙안군과 곡성군 및 그 부근의 4소·2부곡이 모두 나주목으로 이속되었다.
- 1309년(충선왕 1년) 승주목(昇州牧)으로 승격하였다.
- 1310년(충선왕 2년) 전국의 목을 정리하면서 순천부(順天府)가 개칭·강등되었다. 이때 처음으로 순천이라는 지명이 나타난다.[6]
- 1350년(충정왕 2년) 여수현에 감무가 파견되어 순천에서 분리되었다.
- 조선 시대에 들어서 1396년에 여수현이 다시 순천부의 속현이 되었다.
- 1409년(태종 9년) 전라도의 속현·향·소·부곡이 모두 폐지되었다.[7] 이때 순천부에는 3개 속현, 2개 향, 3개 소, 10개 부곡이 있었다.

여수현(麗水縣), 돌산현(突山縣), 부유현(富有縣), 삼일포향(三日浦鄕), 정방향(正方鄕), 상이사소(上伊沙所), 두잉지소(豆仍只所), 두평소(豆坪所), 가음부곡(嘉音部曲), 이촌부곡(梨村部曲), 죽청부곡(竹靑部曲), 율촌부곡(栗村部曲), 진례부곡(進禮部曲), 적량부곡(赤良部曲), 소라포부곡(召羅浦部曲), 하이사부곡(下伊沙部曲), 별량부곡(別良部曲), 송림부곡(松林部曲).
- 1413년(태종 13년) 조선초의 군현제 개편 때 도호부로 개편되어, 순천도호부(順天都護府)가 되었다. 조선시대 동안 순천도호부는 전라좌도 남부의 중심 역할을 했다.
- 1479년(성종 10년) 옛 여수현(麗水縣) 땅에 전라좌도 수군절도사영이 설치되어 전라좌도 해안방어의 군사적 요충지가 되었다.
- 1895년(고종 32년)에 지방제도 개정으로 남원부 순천군, 1896년(고종 33년)에 전라남도 순천군이 되었다.
- 1896년 돌산군(突山郡)을 신설함에 따라 도서지역이 돌산군에 이관되었다.

용두면, 해촌면, 서면, 황전면, 월등면, 쌍암면, 주암면(옛 부유현), 송광면, 상사면(옛 상이사소), 하사면(옛 하이사부곡), 별량면(옛 별량부곡), 도리면, 장평면, 율촌면(옛 율촌부곡), 소라면(옛 소라포부곡), 삼일면(옛 삼일포향), 여수면(옛 여수현)
- 1897년 율촌면·소라면·삼일면·여수면을 여수군(麗水郡)으로 분할함으로써 면적이 축소되었다.(14면)
- 1908년 낙안군을 폐지하여 낙안군의 읍내·내서·외서·동상·동하·초상·초하면이 순천군에 편입되었다.(21면) 낙안군의 나머지 지역은 보성군에 편입되었다.
- 일제에 국권이 피탈된 뒤 1914년 4월 1일 면리를 통폐합하여 14면 199리로 개편하였다.

| 개편 전                                                              | 개편 후        |
| -------------------------------------------------------------------- | -------------- |
| 소안면(蘇安面), 장평면(長平面)                                       | 순천면(順天面) |
| 해촌면(海村面), 용두면(龍頭面)                                       | 해룡면(海龍面) |
| 읍내면(邑內面), 내서면(內西面)                                       | 낙안면(樂安面) |
| 도리면(道理面), 하사면(下沙面)                                       | 도사면(道沙面) |
| 동상면(東上面), 동하면(東下面), 초상면(草上面), 초하면(草下面)       | 동초면(東草面) |
| 서면, 황전면, 월등면, 쌍암면, 주암면, 송광면, 외서면, 상사면, 별량면 | (변동없음)     |
- 1929년 동초면을 폐지하여 별량면·낙안면 및 보성군 벌교면에 분할·편입했다.[8]

| 도령 제22호                                             |                                                         |
| 구 행정구역                                             | 신 행정구역                                             |
| 동초면 내운리·용능리·이곡리·신기리                      | 낙안면 내운리·용능리·이곡리·신기리                      |
| 동초면 금치리·죽산리·송기리·구룡리·두고리·원창리·대룡리 | 별량면 금치리·죽산리·송기리·구룡리·두고리·원창리·대룡리 |
| 동초면 호동리·장양리·회정리·봉림리·연산리               | 보성군 벌교면 호동리·장양리·회정리·봉림리·연산리        |
- 1931년 읍제가 처음 실시되어, 그해 11월 1일 순천면이 순천읍으로 승격하였다.[9]
- 대한민국 정부가 수립되고, 1949년 8월 14일에 순천읍 일원과 도사면 일원 등을 순천부로, 나머지 순천군은 승주군으로 분리되었다.[10]
- 1949년 8월 15일 순천부를 순천시로 개칭하였다.
- 1964년 1월 7일 순천시의 33개 법정동을 16개 행정동으로 개편하였다.[11]
- 1973년 7월 1일 승주군 쌍암면 석흥리가 낙안면에 편입되었고, 보성군 문덕면 한천리가 승주군 송광면에 편입되었다.[12][13]
- 1983년 2월 15일 곡성군 석곡면 운룡리가 승주군 주암면에 편입되었다.[14]
- 1985년 10월 1일 승주군청을 쌍암면으로 이전하면서 쌍암면이 승주읍으로 승격하였다.[15]
- 1987년 1월 1일 해룡면 복성리 일부가 광양군 광양읍에 편입되었다.[16][6]
- 1990년 4월 1일 순천시 풍덕동과 장천동의 각 일부가 남제동에, 남제동 일부가 풍덕동에 편입되었다.[17]
- 1992년 12월 3일 덕연동 일부가 조곡동과 풍덕동에, 풍덕동 일부가 조곡동에, 삼산동 일부가 매곡동에, 왕조동 일부가 덕연동으로 편입되었다.[18]
- 1995년 1월 1일 지방 자치 선거를 앞두고 실시된 전국 행정구역 개편에 따라, 전형적인 농촌 지역이던 승주군과 중심 도시 기능을 담당했던 순천시가 하나로 통합되어 새로운 형태의 도·농 복합 형태의 통합시인 순천시를 이루었다.[19] 1읍, 10면, 16동.
- 1995년 8월 10일 주암면 풍교리(楓橋里)를 문길리(文吉里)로 변경[20]하였는데, 일본식 지명을 한국 고유 지명으로 바꾸었다.[6]
- 1998년 1월 15일 해룡면 일부가 왕조동에, 덕연동과 조곡동이 경계를 조정하였고, 풍덕동의 일부를 조곡동과 장천동으로 각각 편입시켰다.[21]
- 1998년 10월 12일 용수동(삼거동·와룡동), 영옥동(영동·옥천동), 행금동(행동·금곡동)을 향동으로, 대평동(교량동·홍내동·대룡동), 덕흥동(덕월동·야흥동·오천동), 인안동(대대동·인월동·안풍동·)을 도사동으로 통폐합하였다.[22]
- 1999년 8월 16일 해룡면과 덕연동의 경계를 조정하였다.[23]
- 2003년 10월 20일 왕조동을 왕조1동과 왕조2동으로 분동하였다. 현재는 1읍, 10면, 13동이 되었다.[24][25]

## 지리

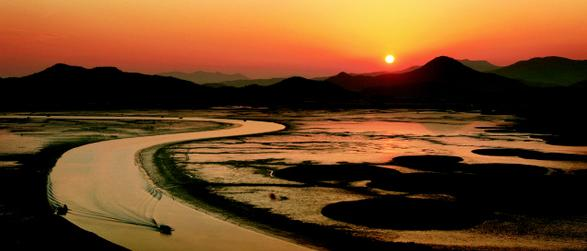
순천만자연생태공원의 모습.

시의 북동쪽에서 남서쪽으로 소백산맥의 지맥인 백운산맥이 뻗어 있어, 지형은 대체로 북서쪽이 높고 동쪽으로 갈수록 고도가 낮아진다. 시의 중앙부에 솟은 조계산(884m)을 비롯하여 계족산(468m)·갈미봉(639m)·용계산(626m)·봉두산(753m)·희아산(764m)·문유산(688m)·국사봉(526m)·수리봉(550m)·고동산(709m)·금전산(668m)·모후산(919m)·망일봉(652m)·한동산(648m) 등 대부분 1,000m 미만의 산들이 곳곳에 솟아, 이들 산줄기가 이 지역의 주요하천의 분수령이 되었다. 보성군 웅치면에서 발원한 보성강이 송광면·주암면을 지나 북류하다가 구례군과 경계를 이루면서 이 지역의 북부를 흐르는 섬진강에 합류하고, 이사천(伊沙川)이 남류하여 순천만에 흘러든다. 또한 계족산에서 발원한 동천이 주요 시가지를 흘러 석현천과 옥천을 합류하고 시가지의 동쪽을 남류하며 비교적 넓은 충적평야인 순천평야를 이룬다. 대동·조례·석현저수지 등과 주암호, 상사호 등의 다목적 댐이 주요 관개용수원이 되고 있다. 순천만의 하구에는 간석지가 분포되어 있어 그 곳을 방조제로 막아 간척지를 조성했고, 남쪽은 다도해와 닿아 있다.

### 기후
온화하고 강수량이 많으며, 해양성 기후의 특징이 강하다. 연평균 기온은 12.6℃ 내외이며, 1월 평균기온은 -0.4℃, 8월 평균기온은 25.2℃이다. 연평균 강수량은 1,531.3mm로서 다우지역에 속한다. 난온대삼림지역으로서 온대활엽수림이 주종을 이루며, 난대림과 침엽수림도 분포한다.
| 순천시 (1981−2010)의 기후 | 순천시 (1981−2010)의 기후 | 순천시 (1981−2010)의 기후 | 순천시 (1981−2010)의 기후 | 순천시 (1981−2010)의 기후 | 순천시 (1981−2010)의 기후 | 순천시 (1981−2010)의 기후 | 순천시 (1981−2010)의 기후 | 순천시 (1981−2010)의 기후 | 순천시 (1981−2010)의 기후 | 순천시 (1981−2010)의 기후 | 순천시 (1981−2010)의 기후 | 순천시 (1981−2010)의 기후 | 순천시 (1981−2010)의 기후 |
| 월                        | 1월                       | 2월                       | 3월                       | 4월                       | 5월                       | 6월                       | 7월                       | 8월                       | 9월                       | 10월                      | 11월                      | 12월                      | 연간                      |
| ------------------------- | ------------------------- | ------------------------- | ------------------------- | ------------------------- | ------------------------- | ------------------------- | ------------------------- | ------------------------- | ------------------------- | ------------------------- | ------------------------- | ------------------------- | ------------------------- |
| 일평균 최고 기온 °C (°F)  | 5.8 (42.4)                | 8.4 (47.1)                | 13.5 (56.3)               | 20.1 (68.2)               | 24.5 (76.1)               | 27.6 (81.7)               | 29.8 (85.6)               | 30.8 (87.4)               | 27.1 (80.8)               | 22.1 (71.8)               | 14.9 (58.8)               | 8.5 (47.3)                | 19.4 (66.9)               |
| 일일 평균 기온 °C (°F)    | −0.4 (31.3)               | 1.6 (34.9)                | 6.2 (43.2)                | 12.2 (54.0)               | 17.1 (62.8)               | 21.4 (70.5)               | 24.9 (76.8)               | 25.2 (77.4)               | 20.5 (68.9)               | 13.9 (57.0)               | 7.3 (45.1)                | 1.6 (34.9)                | 12.6 (54.7)               |
| 일평균 최저 기온 °C (°F)  | −5.3 (22.5)               | −3.9 (25.0)               | 0.0 (32.0)                | 5.0 (41.0)                | 10.7 (51.3)               | 16.4 (61.5)               | 21.2 (70.2)               | 21.4 (70.5)               | 16.1 (61.0)               | 8.3 (46.9)                | 1.8 (35.2)                | −3.5 (25.7)               | 7.3 (45.1)                |
| 평균 강수량 mm (인치)     | 32.0 (1.26)               | 45.9 (1.81)               | 66.3 (2.61)               | 92.2 (3.63)               | 115.3 (4.54)              | 211.1 (8.31)              | 337.3 (13.28)             | 326.9 (12.87)             | 179.9 (7.08)              | 50.9 (2.00)               | 48.2 (1.90)               | 25.5 (1.00)               | 1,531.3 (60.29)           |
| 평균 강수일수 (≥ 0.1 mm)  | 8.0                       | 7.9                       | 9.0                       | 8.7                       | 9.2                       | 10.3                      | 15.1                      | 14.0                      | 9.1                       | 5.9                       | 7.7                       | 7.8                       | 112.7                     |
| 평균 상대 습도 (%)        | 68.4                      | 65.3                      | 63.4                      | 63.8                      | 68.2                      | 72.7                      | 78.5                      | 78.6                      | 77.3                      | 74.0                      | 72.3                      | 70.9                      | 71.1                      |
| 평균 월간 일조시간        | 149.2                     | 154.5                     | 182.9                     | 200.4                     | 205.4                     | 158.8                     | 137.7                     | 156.8                     | 148.7                     | 170.9                     | 140.5                     | 139.0                     | 1,944.9                   |
| 출처: 기상청              |                           |                           |                           |                           |                           |                           |                           |                           |                           |                           |                           |                           |                           |

## 행정 구역
순천시의 행정 구역은 1읍 10면 13동으로 구성되어 있다. 순천시의 면적은 907.41km2이며, 인구는 2020년 8월 말 주민등록 기준으로 281,999 명, 120,230가구이다.
| 읍면동  | 한자    | 면적 (km2) | 인구    | 세대    | 행정지도 |
| ------- | ------- | ---------- | ------- | ------- | -------- |
| 승주읍  | 昇州邑  | 93.05      | 2,739   | 1,539   |          |
| 해룡면  | 海龍面  | 49.93      | 54,937  | 20,268  |          |
| 서면    | 西面    | 103.53     | 12,164  | 5,837   |          |
| 황전면  | 黃田面  | 98.8       | 2,981   | 1,714   |          |
| 월등면  | 月燈面  | 44.29      | 1,830   | 1,024   |          |
| 주암면  | 住岩面  | 93.83      | 3,219   | 1,900   |          |
| 송광면  | 松光面  | 109.85     | 1,527   | 893     |          |
| 외서면  | 外西面  | 35.43      | 905     | 544     |          |
| 낙안면  | 樂安面  | 63.1       | 3,279   | 1,759   |          |
| 별량면  | 別良面  | 69.67      | 5,580   | 2,943   |          |
| 상사면  | 上沙面  | 60.3       | 2,835   | 1,442   |          |
| 향동    | 鄕洞    | 18.67      | 3,788   | 1,935   |          |
| 매곡동  | 梅谷洞  | 1.42       | 5,775   | 2,975   |          |
| 삼산동  | 三山洞  | 17.72      | 25,156  | 10,493  |          |
| 조곡동  | 稠谷洞  | 2.15       | 6,376   | 2,920   |          |
| 덕연동  | 德蓮洞  | 5.11       | 44,781  | 17,440  |          |
| 풍덕동  | 豊德洞  | 2.98       | 7,802   | 3,759   |          |
| 남제동  | 南蹄洞  | 2.56       | 8,991   | 4,441   |          |
| 저전동  | 楮田洞  | 0.97       | 2,904   | 1,427   |          |
| 장천동  | 長泉洞  | 0.47       | 2,452   | 1,541   |          |
| 중앙동  | 中央洞  | 0.5        | 3,163   | 1,750   |          |
| 도사동  | 道沙洞  | 25.4       | 18,444  | 7,639   |          |
| 왕조1동 | 旺照1洞 | 9.41       | 40,547  | 16,644  |          |
| 왕조2동 | 旺照2洞 | 1.29       | 19,824  | 7,402   |          |
| 순천시  | 順天市  | 907.43     | 281,999 | 120,230 |          |

* 인구·세대는 2020년 8월 31일 주민등록 기준

### 인구
통합 이전 승주군 지역은 8·15 해방 후 조금씩 증가해오던 인구가 1970년 145,879명을 정점으로 이후 계속 줄어 전체적으로 인구유출지역임을 보여준다. 1970년대 이후의 연도별 인구를 보면 1975년 138,505명, 1980년 123,778명, 1985년 123,211명, 1990년 104,388명이었다. 1970~90년의 20년간 인구는 약 28% 감소했으며, 가구수도 1970년 24,390가구에서 1990년 20,597가구로 줄어 이촌향도에 따른 농촌지역의 일반적인 인구유출현상을 보였다.
한편 통합 이전 순천시 지역은 남쪽으로 여수반도의 여수시와 연결되고, 북쪽으로는 구례군·곡성군·보성군으로 연결되는 전라남도 동부지방의 교통의 요지에 입지하여 조선 영조 때 이미 인구 41,000명 정도의 큰 취락을 이루었다. 일제강점기에는 순천평야와 주변 농업지역의 농산물 집산지이자 수탈거점으로서 성장하여 1920년대말에는 인구가 100,000명에 육박했다. 8·15 해방 후 일제의 수탈 거점으로서의 역할을 상실하고 1948년 여수·순천 사건 등으로 사회적 불안을 겪으면서 인구가 감소되었으나 1950년대 말부터 다시 성장하기 시작했다. 그러나 1960년대 이후 공업도시들의 급격한 성장으로 농촌적 성격을 지니고 있는 순천시의 성장은 상대적으로 위축되어 완만한 상승세를 보여왔다. 1970년 90,910명, 1980년 114,223명, 1990년 167,209명으로 1970~80년에는 26%, 1980~90년에는 46%의 인구가 증가했다.
도농복합시로 통합된 이후 1995년 말 인구는 241,889명이었고, 2016년 2월 말 인구는 281,071명이다. 읍·면지역에 시 전체인구의 29.22%, 동지역에 70.78%가 분포하고 있다. 행정동별로는 왕조1·2동(68,000명)과 덕연동(43,000명)에 인구가 많고, 읍·면별로는 해룡면(50,000명)이 인구가 가장 많다. 심지어 해룡면은 대한민국의 면 중에서 인구가 가장 많다.

#### 순천 지역의 연도별 인구 추이[29]
| 연도   | 총인구    |  |
| ------ | --------- |  |
| 1960년 | 208,033명 |  |
| 1966년 | 237,196명 |  |
| 1970년 | 232,309명 |  |
| 1975년 | 246,539명 |  |
| 1980년 | 238,159명 |  |
| 1985년 | 245,202명 |  |
| 1990년 | 271,558명 |  |
| 1995년 | 249,263명 |  |
| 2000년 | 265,930명 |  |
| 2005년 | 262,120명 |  |
| 2010년 | 258,670명 |  |
| 2020년 | 282,189명 |  |

## 시청
- 현재 순천시청은 전라남도 순천시 장천동에 위치하고 있다.

## 산업
총경지면적 27.28km2 가운데 논 19.38km2, 밭 7.9km2로서 도시로서는 높은 경지율인 30.8를 보이고 있다. 주요농산물은 쌀·보리이며 비닐하우스를 이용한 오이·고추·상추 등의 고등 원예농업이 발달했다. 이밖에도 참깨·잎담배·인삼 등의 특용작물과 과일로는 단감 등이 생산되며 농산물의 대부분은 호남고속도로·남해고속도로를 통하여 서울·부산 등 대도시로 출하되고 있다.
수산업은 순천만에서 소규모로 이루어지며, 수산업가구는 전체가구의 3.8%에 불과하다. 주로 멸치·전어·문어·쥐치 등이 잡히고 연안에서는 굴·꼬막·바지락·소라 등이 양식되는데, 특히 꼬막과 굴 양식이 수산업의 중심을 이룬다.
임야면적이 도내에서 가장 넓지만 소나무가 주종을 이루어 목재생산량은 많지 않다. 주요임산물은 밤·대추·도토리·은행·표고버섯 등이다. 목축업은 농가를 중심으로 소규모로 이루어지며, 소·돼지·닭·산양·젖소 등의 사육농가가 늘고 있다.
예로부터 농산물 집산지로 상설시장·도매시장·정기시장 등이 발달했다.
남부·북부·승주·주암·창촌·송광·괴목·별량 등 8개 정기시장을 중심으로 상업활동이 이루어지며 주요거래품목은 농산물·해산물이다.
2012년에 남부시장과 북부시장의 명칭은 각각 아랫장과 웃장으로 변경되었다.
산업단지로는 서면 선평리 일원에 순천일반산업단지가 있으며 주암면에 주암농공단지가 조성되어 있고 광양만권경제자유구역의 개발로 인해 해룡면 일원에 해룡산업단지와 율촌제1산업단지가 조성되었다.

###### 대형마트
- 홈플러스 순천점 (신월큰길 10, 2004년 11월 오픈)
- 홈플러스 순천풍덕점 (팔마로 222, 2000년 8월 오픈)
- 이마트 순천점 (팔마로 191, 2005년 7월 오픈)
  - 단, 순천시 팔마로 주변에는 이마트 순천점과 홈플러스 순천풍덕점이 있다.

###### 영화관
- CGV 순천 (장명로 22)
- CGV 순천신대 (해룡면 해광로 199)
- 메가박스 순천 (충효로 15)

## 교통

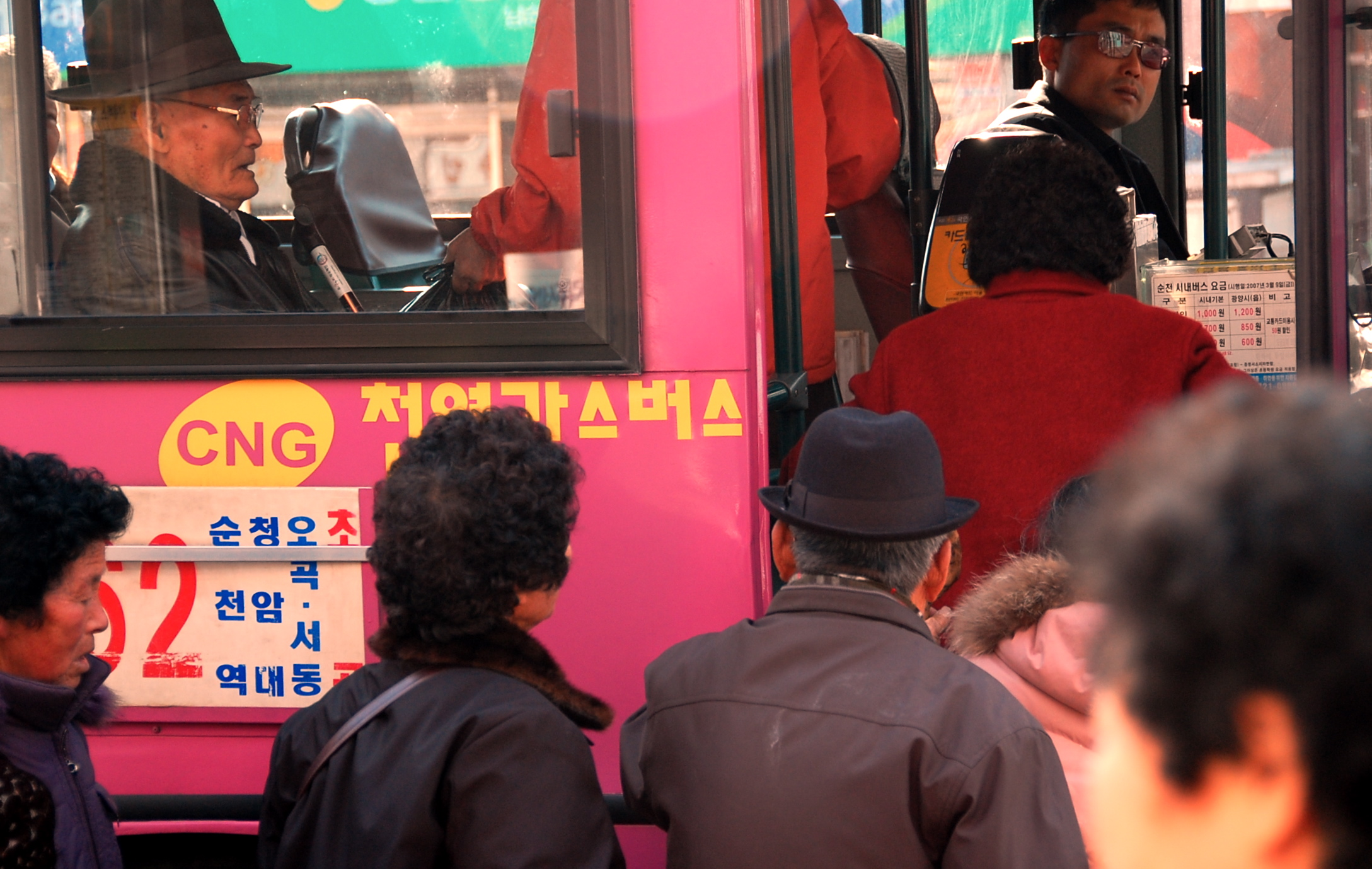
순천 시내버스 2008년의 모습

전라남도에서 상대적으로 철도교통이 번성한 곳으로 순천역에서 전라선과 경전선이 교차하며, 한국철도공사 전남본부가 있다. 2011년 10월 5일 전라선 KTX가 개통되었다. 고속도로로는 호남고속도로·남해고속도로·순천완주고속도로를 통해 여러 지역을 연결한다. 또한 구례·곡성·보성·여수·남원·광양·광주·화순 등을 잇는 국도가 지난다.

### 버스
- 시내버스 : 순천시의 시내버스
- 시외버스 : 순천종합버스터미널

## 문화·관광

### 관광

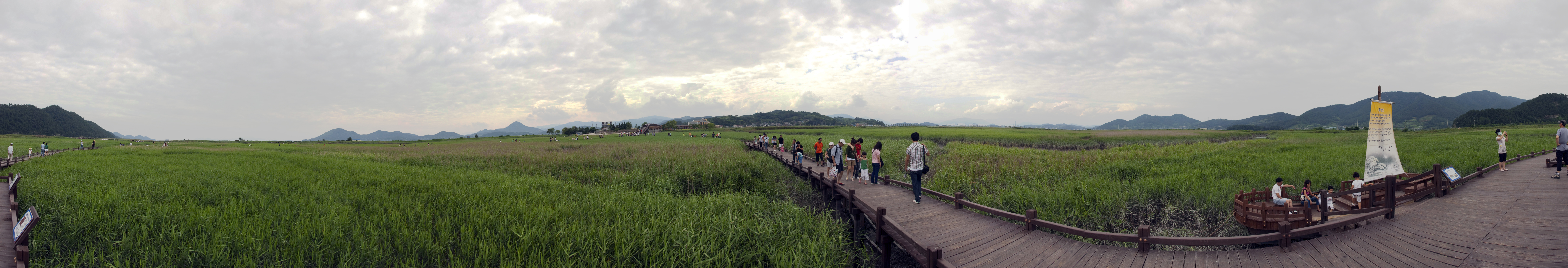
순천만 갈대숲

시내에는 국가지정문화재(국보 3, 보물 34, 천연기념물 2, 명승1, 사적 3, 중요민속자료 10, 중요무형문화재 1)·도지정문화재(유형문화재 26, 무형문화재 3, 기념물 10, 민속자료 3)와 문화재자료 18점이 있다.

#### 순천만국가정원
2013년 순천만국제정원박람회 회장을 개조해 조성한 정원이다. 순천시의 대표적인 관광명소로 2019년 618만명이 방문했다.

#### 숙박업소
- 에코그라드 호텔
- 순천 베네치아호텔
- 부영호텔

### 유적지
유적지로는 청동기 유적인 가곡동·용당동·덕암동·왕지동·조례동·승주읍·송광면 등을 비롯하여 보성강과 이사천 주변에 수백 기의 고인돌이 분포하며, 삼국시대 유적인 옥천동 고분이 있다. 청동기시대의 유물·유적은 별량면·상사면 등에서 발견되었으며, 주암면 구산리에서는 청동기시대의 집터가 발견되었다. 또 삼국시대 전기의 생활상을 알 수 있는 15개의 집터가 송광면 낙수리에서 발견되어 귀중한 고고학적 자료가 되고 있다. 또한 낙안읍성과 삼국시대에 쌓은 난봉산의 매곡산성과 인제산의 인제산성이 있으며, 이후에 축조된 홍내산성과 석성인 순천읍성이 있다. 고려시대의 유적으로는 청백리의 상징으로 알려진 최석(崔碩)의 덕을 기리기 위해 세운 팔마비(八馬碑：전라남도 유형문화재 제76호)가 영동에 있다.

### 유교 문화재
조선시대 유교문화재로는 1658년 낙안면 교촌리로 이전해온 낙안향교(樂安鄕校：전라남도 유형문화재 제112호)를 비롯하여 순천향교(전라남도 유형문화재 제127호)·옥천서원(전라남도 문화재자료 제4호)·옥계서원(전라남도 문화재자료 제5호)·용강서원(전라남도 문화재자료 제121호)·청수서원·곡수서원·송천서원·오천서원·율봉서원 등이 있으며, 임진왜란 때 순절한 장윤을 추모하기 위해 세웠다가 훗날 서원이 된 정충사(旌忠祠) 및 월계사·문천사·육층사 등의 사당이 있다. 조선시대 이곳에 유배되어 살았던 김굉필과 조위를 추모하기 위해 세운 임청대(臨淸臺：전라남도 유형문화재 제77호)가 옥천동에 있다.

### 불교 문화재
- 송광사 목조삼존불감(松廣寺木彫三尊佛龕：국보 제42호) 송광면 신평리
- 고려고종제서(高麗高宗制書：국보 제43호)
- 송광사 국사전(국보 제56호)
- 송광사 대반열반경소(松廣寺大般涅槃經疏：보물 제90호)
- 송광사 경질(經帙：보물 제134호)
- 송광사 경패(松廣寺經牌：보물 제175호)
- 송광사 금동요령(松廣寺金銅搖鈴：보물 제176호)
- 송광사 묘법연화경관세음보살보문품삼현원찬과문(松廣寺妙法蓮花經觀世音菩薩普門品三玄圓贊科文：보물 제204호)
- 송광사 대승아비달마잡론소(松廣寺大乘阿毘達磨雜論疏：보물 제205호)
- 송광사 묘법연화경찬술(松廣寺妙法蓮華經讚述：보물 제206호)
- 송광사 금강반야경소개현초(松廣寺金剛般若經疏開玄~：보물 제207호)
- 송광사하 사당(松廣寺下舍堂：보물 제263호)·송광사 약사전(松廣寺藥師殿：보물 제302호)
- 송광사 고려문서(松廣寺高麗文書：보물 제572호)

등 많은 건물과 부도·비석 등이 있다. 한편 승주읍 죽학리에는
- 선암사 승선교(仙巖寺昇仙橋：보물 제400호)
- 선암사 3층석탑(보물 제395호)
- 선암사 금동향로(전라남도 유형문화재 제20호)

등이 있으며, 그밖에도 다음과 같은 것들이 있다.
- 동화사 3층석탑(보물 제831호)
- 금둔사 지석불입상(보물 제946호)
- 향림사(香林寺：전라남도 문화재자료 제3호)의 대웅전과 3층석탑(전라남도 유형문화재 제116호),
- 장명석등(長明石燈：전라남도 문화재자료 제7호) 영동의 옛 승주군 군청터
- 장천동 9층석탑
- 낙안읍성내 9동의 민속가옥(중요민속자료 제92~100호)

이 지역은 불교문화의 요람이라 불릴 만큼 불교문화재가 많으며, 조계산이 수려한 자연경관을 이루고 있어 전라남도의 손꼽히는 관광지이다. 한국의 3보사찰의 하나인 송광사를 비롯해 선암사·정혜사·동화사 등과 낙안읍성 민속마을·곡천유원지·주암댐·주암호·죽도봉공원·향림사계곡 등이 관광객이 즐겨 찾는 대표적 관광지이다. 특히 죽도봉 공원에는 박씨 선조인 박혁거세를 봉안하고 있는 숭성전(崇聖殿)과 고려 때 만들어진 누각인 연자루가 있다.

### 문화
순천문화원으로 통합되기 전까지 승주문화원에서는 각종 향토유물과 자료를 조사·정리하여 책을 편찬하는 등 향토문화발전에 기여해왔다. 민속놀이로는 강강술래·농악·선유락(船遊樂)·줄다리기·달맞이놀이·승경도놀이가 있다. 전승되는 설화는 사찰연기설화가 많다. 민요는 〈김매기노래〉·〈밭매기노래〉·〈길쌈노래〉 등의 노동요와 〈방개타령〉·〈화투타령〉 등의 유희요가 구전된다.

## 교육 기관
전통 교육기관으로는 순천향교와 낙안향교를 비롯해 송천서원·오천서원·옥천서원·율봉서원·이천서원 등이 있었다. 근대 교육기관으로는 1909년에 개교한 승명학교(昇明學校)와 1917년 낙안면 동내리에 개교한 낙안공립보통학교가 있었고 이어서 황전·주암·별량·송광·쌍암·동산·해룡·외서·월등 등의 공립보통학교가 차례로 설립되었다. 2007년을 기준으로 유치원 58개소, 초등학교 38개교, 중학교 21개교, 인문계 고등학교 9개교, 전문계 고등학교 5개교가 있으며, 국립순천대학교·청암대학교·순천제일대학교 등이 있다.
- 국공립대학교

|  | - 국립순천대학교 |

- 사립전문대학

|  | - 순천제일대학교 | - 청암대학교 |

- 고등학교

|  | - 순천강남여자고등학교 - 순천고등학교 - 순천공업고등학교 - 순천금당고등학교 | - 순천매산고등학교 - 순천매산여자고등학교 - 순천여자고등학교 - 순천전자고등학교 | - 순천제일고등학교 - 순천청암고등학교 - 순천효산고등학교 - 순천효천고등학교 | - 한국바둑고등학교 - 순천팔마고등학교 - 순천복성고등학교 |

- 중학교

|  | - 순천금당중학교 - 순천낙안중학교 - 순천남산중학교 - 순천동산중학교 | - 순천매산중학교 - 순천별량중학교 - 순천삼산중학교 - 순천세빛중학교 | - 순천승남중학교 - 순천승주중학교 - 순천승평중학교 - 순천신흥중학교 | - 순천연향중학교 - 순천왕운중학교 - 순천왕의중학교 - 순천월전중학교 | - 순천이수중학교 - 순천주암중학교 - 순천팔마중학교 - 순천풍덕중학교 | - 순천향림중학교 - 한국바둑중학교 |

- 특수학교

|  | - 순천선혜학교 |

## FM 라디오 주파수 방송 목록
- 88.3 - 전주KBS 제1라디오 (구례 노고단)
- 88.7 - 순천KBS 제1라디오 (순천 남산)
- 89.1 - 목포MBC 표준FM (해남 대둔산)
- 89.3 - 진주KBS 클래식FM (진주 망진산)
- 89.5 - 전남CBS 표준FM (순천 남산)
- 90.3 - 진주KBS 제1라디오 (진주 망진산)
- 90.5 - 광주KBS 제1라디오 (광주 무등산)
- 90.7 - 광주kbc 마이FM (광양 구봉화산)
- 91.1 - MBC경남 표준FM (하동 금오산)
- 92.1 - 창원KBS 클래식FM (거창 감악산)
- 92.3 - 광주KBS 클래식FM (광주 무등산)
- 93.1 - febc 광주극동방송 (광주 무등산)
- 93.7 - GGN 글로벌광주방송 (여수 구봉산)
- 94.5 - 광주KBS 클래식FM (남해 망운산)
- 95.1 - 광주MBC FM4U (구례 노고단)
- 95.7 - 순천KBS 제1라디오 (남해 망운산)
- 96.7 - 광주kbc 마이FM (여수 구봉산)
- 97.1 - 진주KBS 제1라디오 (하동 금오산)
- 97.5 - febc 전남동부극동방송 (광양 구봉화산)
- 97.7 - MBC경남 FM4U (진주 망진산)
- 98.3 - 여수MBC FM4U (여수 구봉산)
- 99.5 - cpbc 광주가톨릭평화방송 (여수 구봉산)
- 100.3 - 여수MBC 표준FM (순천 남산)
- 100.9 - 광주KBS 해피FM (여수 구봉산)
- 101.3 - 여수MBC 표준FM (남해 망운산)
- 101.5 - EBS 라디오 (진주 망진산)
- 101.7 - 전주MBC 표준FM (구례 노고단)
- 102.1 - 전남CBS 표준FM (여수 구봉산)
- 102.7 - 광주KBS 해피FM (순천 남산)
- 103.5 - TBN 광주교통방송 (광양 구봉화산)
- 104.1 - EBS 라디오 (보성 벌교)
- 104.5 - 전주KBS 클래식FM (구례 노고단)
- 104.7 - EBS 라디오 (거창 감악산)
- 105.3 - EBS 라디오 (광주 무등산)
- 105.7 - BBS 광주불교방송 (광양 구봉화산)
- 106.3 - EBS 라디오 (경남 남해 망운산)
- 107.1 - 여수MBC 표준FM (여수 구봉산)
- 107.5 - EBS 라디오 (구례 노고단)

## 자매결연도시
국제자매결연
- 미국 캘리포니아주 샌타모니카 시 (1991년 10월 18일~)
- 일본 가고시마현 이즈미시 (2012년 11월 13일~)

국제우호교류
- 네팔 치트완 현 바랏푸르 (1997년 6월 24일~)
- 중화인민공화국 랴오닝성 단둥 시 (2003년 2월 22일~)
- 프랑스 낭트 시 (2009년 10월 30일~)
- 세이셸 빅토리아 시 (2012년 10월 29일~)
- 튀르키예 지중해 지역 안탈리아주 안탈리아 (2016년 4월 21일~)

국내협력증진
- 대한민국 경상남도 진주시 (1998년 9월 25일~)
- 대한민국 서울특별시 양천구 (2003년 5월 2일~)
- 대한민국 서울특별시 강서구 (2012년 12월 10일~)
- 대한민국 경기도 오산시 (2013년 1월 11일~)
- 대한민국 서울특별시 (2013년 2월 28일~)

결연추진도시
- 북한 평안남도 순천시

## 같이 보기
- 대한민국의 설치순 도시 목록
- 대한민국의 지리
- 순천효천고등학교